# Vyakul
 (novembre 2018).
Si vous disposez d'ouvrages ou d'articles de référence ou si vous connaissez des sites web de qualité traitant du thème abordé ici, merci de compléter l'article en donnant les références utiles à sa vérifiabilité et en les liant à la section « Notes et références ».
Acharya Vyakul, né le 20 septembre 1930 près de Jaipur au Rajasthan et mort en 2000 à Jaipur, est l'un des grands peintres tantriques de l'Inde moderne.
L'œuvre de Vyakul, dans la pure tradition tantrique, évoque les divinités du panthéon tantrique sous une forme symbolique abstraite et simplifiée à l'extrême, réduite à l'état de signes ésotériques, dépouillés et quintessenciés. Dans le contexte de la tradition picturale tantrique, codifiée par des archétypes immuables, l'œuvre de Viakul se singularise par sa grande liberté de facture, son aspect de libre improvisation, une spontanéité nourrie par une tradition séculaire.

## Expositions personnelles
- 1997 : L'art dans les chapelles, pays de Pontivy, chapelle Sainte Tréphine

## Expositions collectives
- Magiciens de la terre, Centre national d'art et de culture Georges-Pompidou, Paris, mai-août 1989.
- Alighiero e Boetti, Dru Gu Chœgyal Rinpoché, Acharya Vyakul, Galerie Alessandro Bonomo, Rome, 15 mai-20 juin 2006.